# Gmina Eden (hrabstwo Carroll)

Położenie Gminy Eden w hrabstwie Carroll

Gmina Eden (ang. Arcadia Township) – gmina w USA, w stanie Iowa, w hrabstwie Carroll. Według danych z 2000 roku gmina miała 630 mieszkańców.